# تریومویراته
تریومویراته (به انگلیسی: Triumvirate) در جمهوری روم، کمیسیون‌های ویژه‌ای متشکل از سه مرد بودند که برای وظایف اداری خاص جدای از وظایف عادی کلانتر (روم) منصوب می‌شدند.